# Zoraidoides malabarensis
Zoraidoides malabarensis är en insektsart som först beskrevs av William Lucas Distant 1914.  Zoraidoides malabarensis ingår i släktet Zoraidoides och familjen Derbidae. Inga underarter finns listade i Catalogue of Life.